# Sebastian Jezierzański
Sebastian Jezierzański (Racibórz, 9 luglio 1991) è un lottatore polacco specializzato nella lotta libera.

## Palmarès
- Europei

Budapest 2022: bronzo negli 84 kg